# MAN F90
MAN F90 – seria ciężkich samochodów ciężarowych o masie całkowitej od 18 do 48 ton produkowanych przez firmę MAN w latach 1986–1994.

## Produkcja
W 1986 roku rozpoczęto produkcję nowej serii ciężkich pojazdów „F90”. Ciężarówka była dostępna z kabiną do transportu lokalnego, kabiną do transportu dalekobieżnego i kabiną o dużej pojemności, aby dostosować ją do różnych zastosowań. Samochody posiadały rzędowe 6-cylindrowe silniki z turbodoładowaniem i chłodnicą międzystopniową o mocy od 150 do 360 KM, wielostopniowe skrzynie biegów, przednie hamulce tarczowe, a także system ABS. Model otrzymał tytuł Samochodu Ciężarowego Roku 1987. Produkcję zakończono w 1994 roku.

## Wyposażenie
Długodystansowe wersje pojazdu miały kabiny standardowo wyposażone w wykładzinę podłogową, zasłonę dookólną i dwa łóżka o wymiarach 60 na 190 centymetrów każde.